# وین بیکر
وین بیکر (انگلیسی: Vin Baker؛ زاده ۲۳ نوامبر ۱۹۷۱) یک بازیکن بسکتبال اهل ایالات متحده آمریکا بود.